# Apoxyria cymbafer
Apoxyria cymbafer är en tvåvingeart som beskrevs av Artigas 1983. Apoxyria cymbafer ingår i släktet Apoxyria och familjen rovflugor. Inga underarter finns listade i Catalogue of Life.